# Néo-tribalisme
Le néo-tribalisme (aussi appelé tribalisme moderne) est un concept sociologique qui postule que la société post-moderne est caractérisée par un retour de socialités de natures tribales, et par un « un declin de l'individualisme dans les sociétés de masse ».

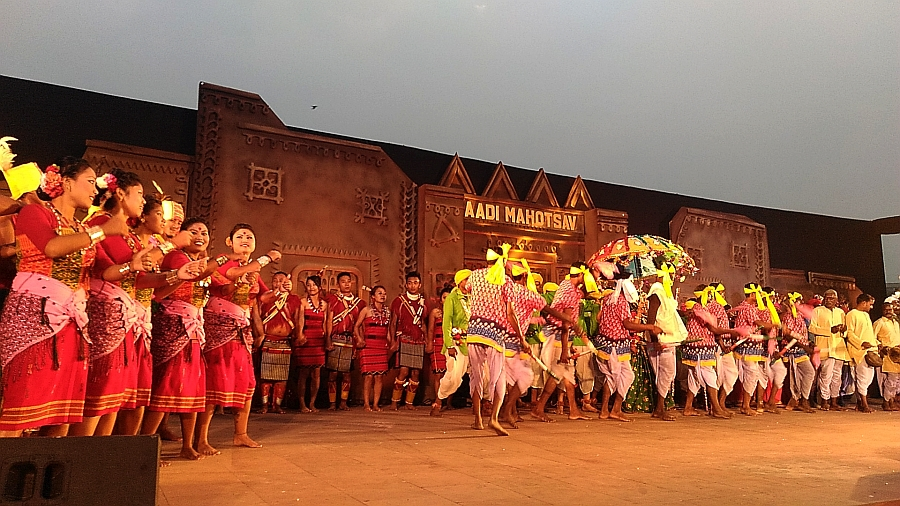
Les danses folkloriques font partie des manifestations du néo-tribalisme. Ici au festival Aadi Mahotsav 2017, New Dehli, Inde

## Théorie sociologique
Le sociologue français Michel Maffesoli a été l'un premier à utiliser le terme néo-tribalisme dans un contexte universitaire. Maffesoli considère qu'une des manières de penser les évolutions de la société future est de substituer aux trois notions qui caractérisaient la modernité (l'Etat-nation, l'institution et le système idéologique) un certain retour au local, l'importance de la tribu et le bricolage mythologique.
En effet, les diverses institutions sociales, devenues de plus en plus abstraites et désincarnées, ne semblent plus en prise avec l’exigence réaffirmée de proximité. D’où l’émergence d’un néo-tribalisme postmoderne reposant sur le, toujours et à nouveau, besoin de solidarité et de protection caractérisant tout ensemble social. Dans les jungles de pierre que sont les mégapoles contemporaines, la tribu joue le rôle qui était le sien dans la jungle stricto sensu.
Ces « néo-tribus » sont définies comme des micro-entités fondée sur une socialité affective c'est-à-dire à partir d'expériences vécus en commun et dont l'objectif est l'entraide, le partage du sentiments et l'ambiance affectuelle.
Les travaux de chercheurs tels que le politologue américain Robert Putnam et une étude de 2006 de McPherson, Smith-Lovin et Brasiers publiés dans l'American Sociological Review semblent soutenir au moins les arguments néo-tribalistes les plus modérés. Les données ont indiqué une rupture générale de la structure sociale de la civilisation moderne en raison de mouvements plus fréquents pour des raisons économiques, de trajets plus longs et à un manque d'accent dans le récit des médias sur l'opportunité de nouer des amitiés et de liens communautaires solides.[réf. nécessaire]

## Voir également
- Anarcho-primitivisme
- Clan
- Communalisme
- Népotisme ethnique
- Psychologie évolutionnaire
- Joseph Campbell
- Kinisme
- National-anarchisme
- Néofascisme
- Mouvements néovölkisch
- Tribalisme
- Tribu (ethnologie)